# テオドルス (対立教皇)
テオドルス（生没年不詳）は、ローマ教皇であるコノンとセルギウス1世の対立教皇である（在位：687年）。

## 生涯
686年8月に行なわれた教皇選挙で立候補したが、コノンに敗れた。このため687年に対立教皇として擁される。コノンが687年9月21日に死去すると、再び教皇選挙に立候補した。しかしテオドルスに不満を抱く一派がパスカリスを擁立し、さらに東ローマ帝国の有力な出先機関ともいえるラヴェンナ総督を買収して味方につけたため、テオドルス派とパスカリス派双方はラテラノ宮殿を半分ずつ占領して対立を続けた。
この異常事態に憂慮したローマ市民は687年12月15日にセルギウス1世を擁立して両者の退位を求めた。テオドルスは市民の要求を受け入れて退位したという。